# Березин, Иван Акимович
Ива́н Аки́мович Бере́зин (10 ноября {23 ноября} 1876, Ярославль — 1949, Москва) — подполковник Русской армии, герой Первой мировой войны, военспец РККА.

## Биография
Родился в семье ветерана Лейб-Гв. Семёновского полка. Отец, Аким Гаврилович Березин, после отставки был чиновником канцелярии Ярославского губернатора, начальником Ярославской пожарной команды. Мать, Анна Васильевна, в девичестве Косаговская — из потомственных дворян Новгородской губернии.
Иван Акимович учился в Ярославской гимназии и затем окончил Ярославский Демидовский юридический лицей.

### Служба в царской армии
В 1902 году поступил и в 1903 году окончил Московское Алексеевское военное училище по 2-му разряду (как имеющий высшее юридическое образование, обучался 1 год). Произведён в чин подпоручика с направлением в 126-й пехотный Рыльский полк и назначен адъютантом 4 батальона.
В начале Русско-Японской войны Иван Акимович был командирован в г. Мукден, в резерв офицеров Маньчжурской армии, куда и отправился 20 января 1905 года.
В 1907 году произведён в поручики и переведён в 247-й Романовский резервный батальон.
После того, как в 1910-м году из 247-го Романовского резервного батальона, 238-го Клязьминского батальона и 181-го пехотного резервного Остроленского полка был сформирован 181-й Остроленский полк, И. А. Березин продолжил в нём службу.
В 1911-м году произведён в штабс-капитаны. В том же году по семейным обстоятельствам уволился в запас, и с 1912 по 1914 год служил в качестве землеустроителя в Ярославской уездной землеустроительной комиссии.
В августе 1914 года, с началом Первой мировой войны, Иван Акимович был мобилизован по Ярославскому уезду на военную службу и направлен в свой 181-й пехотный Остроленский полк, с которым ушёл на фронт и в этом же месяце уже участвовал в боях.
С августа 1914 по осень 1917 года он на передовой, несколько раз был ранен и контужен. Высочайшим Приказом от 5 августа 1916 года И. А. Березин был произведён в подполковники.
Во время летнего наступления 1916 года на Западном фронте он совершил подвиг, за который в следующем, 1917 году, удостоился награждения Георгиевским оружием (стилистика источника сохранена):

«В бою 20 июня 1916 г. у д. Трацевичи за овладение Кутовщинским лесом, капитан, ныне подполковник Березин командовал 1-м батальоном 181-го Остроленского полка, правофланговым в 1-й линии на наружном фланге бригады (181 и 183 п.п.). Капитан Березин лично направлял движение головных рот батальонa на узкий проход сквозь необычайно широкие полосы проволочных заграждений противника (до 50 рядов кольев) и, воодушевляя всех чинов батальона своей беззаветной храбростью и поразительным самоотвержением прорвался с батальоном через эти трудно-одолимые преграды под сильнейшим артиллерийским, пулемётным и ружейным огнём, взяв сначала фланкирующее укрепление противника на высоте 185,8, и затем выбил противника штыковым боем из сильных его укреплений на опушке и внутри Кутовщинского леса, несмотря на сильное сопротивление и фланговый огонь противника. Преследуя противника и выйдя на сев.-зап. оконечность леса у высоты 97,1, после короткой подготовки пулемётным огнём, быстрыми штыковыми ударами захватил все окопы второй укреплённой полосы на высоте 97,1, взяв при этом 4 ор. батарею, один пулемёт и 197 германцев и австрийцев разных частей войск. Во время дальнейшего боя за удержание захваченной позиции, несмотря на контузию, находился в передних окопах, управляя боем и воодушевляя солдат. Доблестный подвиг капитана, ныне подполковника Березина был краеугольным камнем успеха атаки полка и без него она вероятно не удалась бы. Орудия и пулемёт не могли быть вывезены вследствие дальности расстояния и трудных условий местности (рвы, лес, болота), а пулемёт был сдан прапорщику Лазюта, убитому и оставшемуся на поле сражения, впоследствии убили пулемётчиков его взвода. 1-й батальон потерял 4 офицеров и 400 н. чинов, то есть 60 % своего боевого состава. Ходатайствую о награждении подполковника Березина Георгиевским оружием на основании п.п. 1 и 2 статьи 112 и применительно к п. 23 ст. 8 Георгиевского Статута.
Полковник Аджиев»

Весной 1917 г. Иван Акимович временно командовал своим полком, а летом, во время известного мятежа нижних чинов 181-го полка, отказавшихся идти в наступление, вместе с другими офицерами сумел выйти из расположения полка, спасая знамя.

### Служба в Красной армии
В 1918 году И. А. Березин трижды арестовывался Ярославской ЧК и под угрозой расправы над семьёй (супругой с тремя малолетними детьми) был мобилизован в Красную армию в качестве военспеца.
В 1919 году его направили на Северный фронт, где Иван Акимович был помощником по оперативной части Начальника Штаба 28-й бригады 10-й Стрелковой дивизии, Начхозом бригады, помощником Начальника полевого склада, формировал ружейно-полевой парк, был Начальником распределения Управления бригады.
Участвовал в операциях на Воронежском фронте против Булак-Балаховича.
Служить в Красной армии он не желал и в 1921-м году ему удалось уйти в бессрочный отпуск, сославшись на последствия давнего ранения.

## Оценки современников
Полковник Райский, 1917 год: «Подполковник БЕРЕЗИН, командир 3 батальона известен в полку как храбрый офицер, вынесший на своих плечах все бои. Спокойный, уравновешенный, отлично образованный, он пользуется большим авторитетом. В тактической обстановке отлично разбирается и принимает правильные решения. Быт офицеров и солдат отлично знает. В современных условиях войсковой жизни избрал правильную линию и умело направляет батальон по новому пути. Физически здоров, нравственности отличной. В общем один из выдающихся офицеров, вполне достойный назначения на должность командира полка и вполне к ней подготовленный.»

## Награды
Российская империя
- Орден Святого Станислава 3-й степени (10.06.1907)
- Орден Святой Анны 3-й степени с мечами и бантом (1915)
- Орден Святого Станислава 2-й степени с мечами (20.04.1915)
- Орден Святого Владимира 4-й степени с мечами и бантом (03.08.1915)
- Орден Святой Анны 2-й степени с мечами (01.09.1915)
- Чин капитана (27.10.1915)
- Мечи и бант к Ордену Святого Станислава 3-й степени (19.01.1916)
- Орден Святой Анны 4-й степени с надписью «За храбрость» (25.03.1916)
- Высочайшее благоволение (07.01.1917)
- Георгиевское оружие (25.07.1917)[2]